# Smärtstimulering
Smärtstimulering är en teknik som används av vårdpersonal för att bedöma vakenhetsgraden hos en person som inte svarar vid tilltal eller annan kroppsstimuli (exempelvis omskakning). Smärtstimuli används i flera olika neurologiska skattningsinstrument, bland annat AVPU, RLS-85 och Glasgow Coma Scale. Bedömning av smärtrespons kan göras centralt eller perifert. Central smärtstimulering används för att bedöma om personen avvärjer smärta. Perifer smärtstimulering används då det saknas respons vid central stimuli eller om det finns misstanke om domning eller paralys i en extremitet.
Central smärtrespons:
- Trapeziusmuskeln nyps och vrids.
- Mandibularis (en del av trillingnerven) stimuleras genom tryck under käkvinkeln.
- Suborbitala nerven (en del av trillingnerven) stimuleras genom tryck ovanför ögat, intill näsbenet.
- Sternumtryck. Tryck mot sternum ger blåmärken. [3]

Perifer smärtrespons:
- Nagelbäddstryck applicerat med exempelvis en penna på fingernagel eller tånagel.[1] Tryck mot nageln kan orsaka blåmärken och det finns en risk för förlust av nageln.[3]
- Klämma på ett finger.